# إميلي وليامز
إميلي وليامز (بالإنجليزية: Emily Williams) هي مهندسة معمارية أمريكية، ولدت في 1869 في نيفادا سيتي في الولايات المتحدة، وتوفيت في 1942 في لوس غاتوس في الولايات المتحدة.